# Ahmed Rızâ

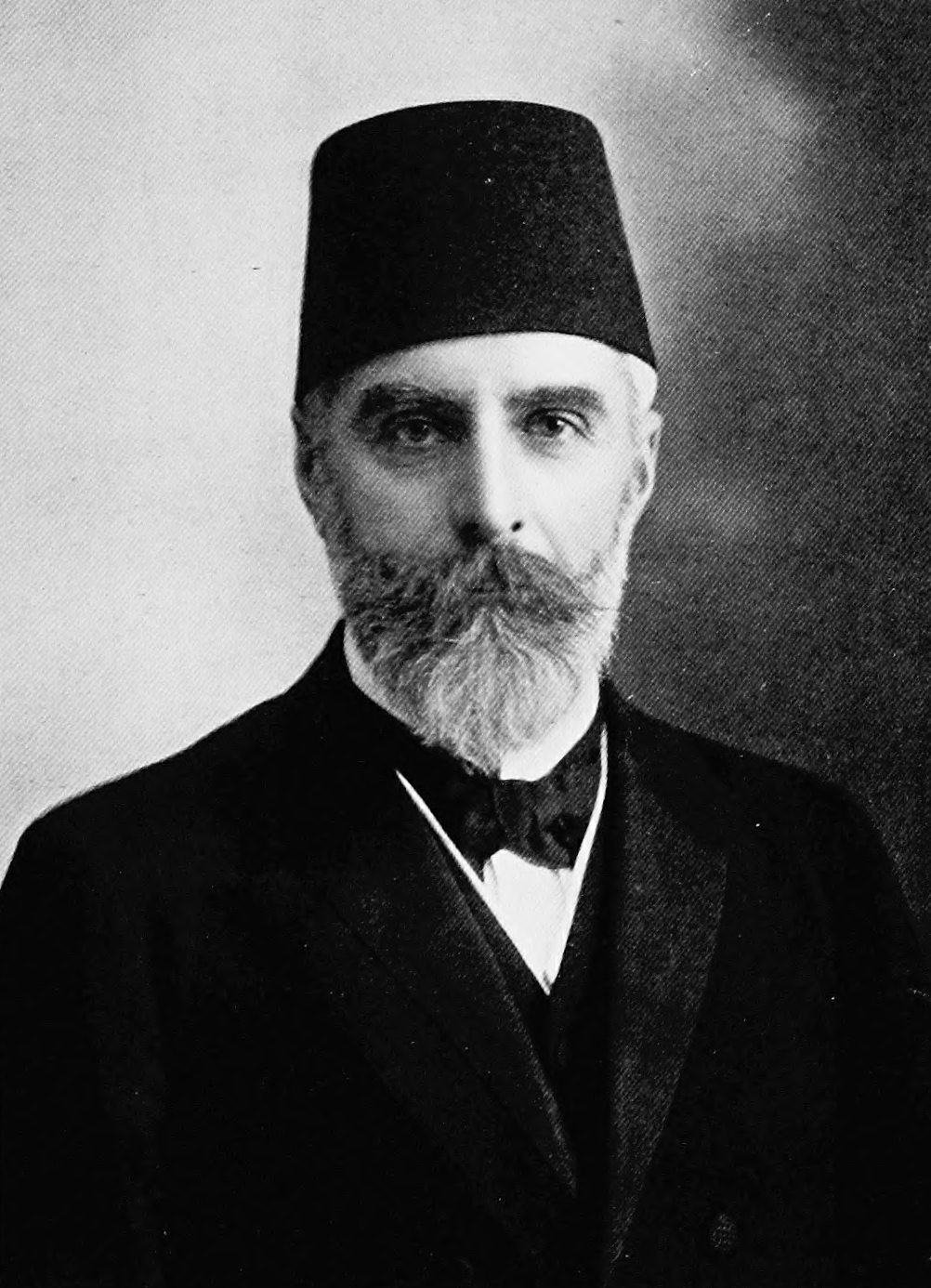
Ahmed Riza

Ahmed Rızâ (* 1858 in Istanbul; † 26. Februar 1930 ebenda) war ein osmanischer Politiker, einer der frühen Führer der jungtürkischen Bewegung und der erste Präsident des Abgeordnetenhauses in der zweiten osmanischen Verfassungsperiode.

## Leben

### Ausbildung
Ahmed Rızâ war der Sohn der österreichischstämmigen Naile Hanım und des Diplomaten Ali Bey. Ali Bey, der aufgrund seines Kleidungsstils İngiliz / انكليز / ‚Engländer‘ genannt wurde, war Mitglied des Şürâyı Devlet und des Senats. Nach dem Besuch der Beylerbeyi Rüşdiyesi (etwa Mittelschule), der Mahrec-i Aklâm (Fachschule für Sekretäre) und der Mekteb-i Sultânî arbeitete Ahmed Rızâ kurzzeitig im Übersetzungsbüro der Hohen Pforte. Seine Schwester war die Feministin Selma Rızâ. 1884 beendete er sein Studium der Landwirtschaft in Thiverval-Grignon und wurde Beamter im osmanischen Landwirtschaftsministerium und später im Erziehungsministerium.

### Exil
Im Jahr 1889 ging Ahmed Rızâ nach Paris, wo er Schriften gegen das absolutistische Regime Abdülhamids II. veröffentlichte sowie an der Sorbonne Vorlesungen über Naturgeschichte und Positivismus hörte. Ab 1895 gab er die „revolutionäre Zeitung“ Meşveret / مشورت / ‚Beratung‘ und in französischer Sprache die Mechveret Supplément Français heraus, wodurch er als Führer der europäischen Exiljungtürken angesehen wurde. Bedingt durch seine Ablehnung eines Attentats auf Abdülhamid II. distanzierte sich Ahmed Rızâ jedoch von den Istanbuler Jungtürken, sodass Murad Bey, der im ägyptischen Exil die Zeitung Mîzân / ميزان / ‚Waage‘ herausgab, fortschreitend an Einfluss auf die Jungtürken im Osmanischen Reich gewann. Auf dem Kongress im Dezember 1896 wurde schließlich Murad Bey zum Vorsitzenden gewählt. Auf dem ersten Pariser Jungtürkenkongress (4.–9. Februar 1902) spalteten sich die Jungtürken unter Prinz Sabahaddin und İsmail Kemal Bey auf der einen und eine Minderheit unter Ahmed Rızâ auf der anderen Seite. Letztere, die eine seitens Prinz Sabahaddin und İsmail Kemal Bey geforderte ausländische Intervention strikt ablehnten, bezeichneten sich als die „Osmanische Gesellschaft für Fortschritt und Einheit“ (Osmanlı Terakkî ve İttihâd Cemiyeti / عثمانلو ترقى و اتحاد جمعيتى) und waren aufgrund ihrer Verbindungen vor allem auf dem Balkan in der Lage, die Führung der jungtürkischen Bewegung zu übernehmen.

### Rückkehr aus dem Exil
Nach der erfolgreichen „Jungtürkischen Revolution“ von 1908, in deren Folge die Verfassung de facto wieder in Kraft gesetzt worden war, kehrte Ahmed Rızâ, gefeiert als „Vater der Liberalen“ (Ebü'l-ahrâr / ابو الاحرار / Abū al-Aḥrār; türkisch hürriyetçilerin babası), nach Istanbul zurück. Am 17. Dezember 1908 wählte ihn das neu gewählte Abgeordnetenhaus zum Präsidenten. Seine Meinungsverschiedenheiten mit dem Zentralkomitee der Jungtürken nach dem sogenannten „Ereignis vom 31. März“ führten 1910 zu seinem Ausschluss. Am 18. April 1912 wurde er vom Sultan zum Mitglied des Senats gewählt und übte starke Kritik am Komitee für Einheit und Fortschritt. Schließlich brach er mit den Jungtürken nach deren Überfall auf die Hohe Pforte am 23. Januar 1913.
1915 war er der einzige Abgeordnete des osmanischen Parlaments, der die Deportationen der Armenier als verfassungswidrig attackierte. Am 19. Oktober 1918 wurde er zum Präsidenten des Senats gewählt. Er nutzte seine Antrittsrede für die Erklärung, für die Ermordung der Armenier in den vergangenen Jahren sei die türkische Regierung verantwortlich.
Nach dem verlorenen Ersten Weltkrieg ging Ahmed Rızâ am 22. Juni 1919 im Auftrag Mustafa Kemals nach Paris, um dort für die „Türkische Sache“ zu werben. 1926 kehrte er in die am 29. Oktober 1923 gegründete Republik Türkei heim, zog sich in sein Anwesen in Vaniköy im Istanbuler Stadtteil Üsküdar zurück und verfasste seine Memoiren. Am 26. Februar 1930 erlitt Ahmed Rızâ infolge eines Sturzes eine Beckenfraktur und verstarb am gleichen Tag im Şişli-Etfal-Krankenhaus. Beigesetzt wurde er auf dem Kandilli-Friedhof in Üsküdar.